# Santa Gertrudes
Santa Gertrudes là một đô thị ở bang São Paulo của Brasil. Đô thị này nằm ở vĩ độ 22º27'24" độ vĩ nam và kinh độ 47º31'49" độ vĩ tây, trên khu vực có độ cao 595 m. Dân số năm 2004 ước tính là 18.687 người.

## Thông tin nhân khẩu
Dữ liệu dân số theo điều tra dân số năm 2000
Tổng dân số: 15.906
- Urbana: 15.528
- Rural: 378
- Homens: 8.101
- Mulheres: 7.805

Mật độ dân số (người/km²): 162,80
Tỷ lệ tử vong trẻ sơ sinh dưới 1 tuổi (trên một triệu người): 13,44
Tuổi thọ bình quân (tuổi): 72,57
Tỷ lệ sinh (số trẻ trên mỗi bà mẹ): 2,15
Tỷ lệ biết đọc biết viết: 92,14%
Chỉ số phát triển con người (HDI-M): 0,782
- Chỉ số phát triển con người - Thu nhập: 0,717
- Chỉ số phát triển con người - Tuổi thọ: 0,793
- Chỉ số phát triển con người - Giáo dục: 0,835

(Nguồn: IPEADATA)